# Айрапетян Луара Гургенівна
Луара Гургенівна Айрапетян (вірм. Լուարա Հայրապետյան; нар. 29 вересня 1997, Астрахань, Росія) — вірменська співачка, лауреат низки міжнародних музичних конкурсів. Відома також під псевдонімом Лара. Представляла Вірменію на Дитячому Євробаченні 2009 року і посіла друге місце.

## Біографія
Луара Айрапетян почала займатися вокалом і бальними танцями вже в чотири роки. Незважаючи на юний вік, не раз ставала переможцем різних всеросійських і міжнародних конкурсів. У 2003 році завоювала Гран-прі в номінації «Маленьке диво» на міжнародному фестивалі «Веселка» у Волгограді. У 2005 році за успіхи в галузі мистецтва та художньої творчості стала стипендіатом Уряду Астраханської області. У 2006 році була удостоєна Гран-прі на Всеуросійському конкурсі естрадної пісні в м. Туапсе, а також взяла участь у російському відбірковому конкурсі дитячого «Євробачення 2006», в якому зайняла друге місце після сестер Толмачових, які виграли згодом і фінал конкурсу.
У 2008 році стала переможницею дитячого музичного конкурсу міжнародного фестивалю мистецтв «Слов'янський базар 2008» і вперше брала участь у національному відборі на дитячий конкурс Євробачення від Вірменії. У 2009 році вона знову спробувала потрапити на дитяче «Євробачення» від Вірменії. В цьому році крім Луари Айрапетян за право представляти Вірменію у фіналі боролися ще шість молодих виконавців — Ангел Петросян, Джулі Берберян і Ліка Мушегян, група «Чермак ампикнер» (Білі хмари), група «Urach хоханджнер» (Веселий передзвін), група «Зангак» (Дзвін) і Размік Агаджанян. Переможець національного відбору визначався шляхом голосування телеглядачів і журі під час прямого ефіру Громадського телебачення Вірменії. Ним стала Луара Айрапетян, яка виконала власну пісню про іспанський футбольний клуб «Барселона».
У фіналі конкурсу, який пройшов у Києві, Луара Айрапетян посіла друге місце, розділивши його з учасницею з Росії Катею Рябовою. В результаті голосування телеглядачів та журі вони обидві набрали по 116 балів і відстали на 5 балів від переможця з Нідерландів Ральфа Макенбаха.
У грудні 2009 року Луара Айрапетян посіла друге місце в міжнародному конкурсі «Дитяча Нова хвиля-2009».
З 2011 року проживає в Лос-Анджелесі.